# Tamás Darnyi
Tamás Darnyi (n. 3 iunie 1967, Budapesta, Republica Populară Ungară) este un înotător maghiar, medaliat olimpic. A participat la 2 ediții ale Jocurilor Olimpice (1988, 1992) în care a câștigat 4 medalii de aur.